# 遙控

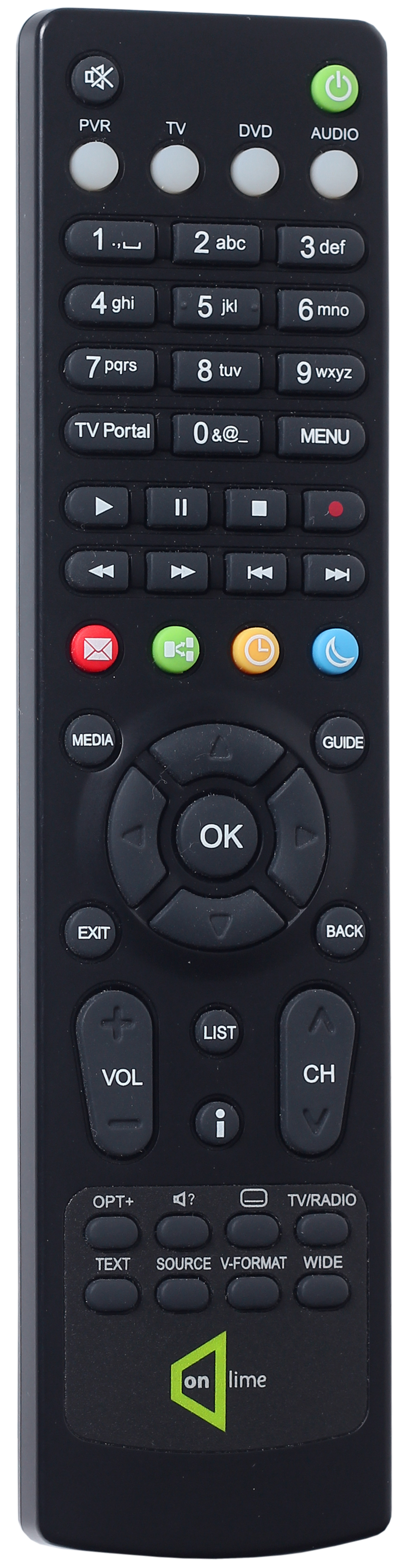

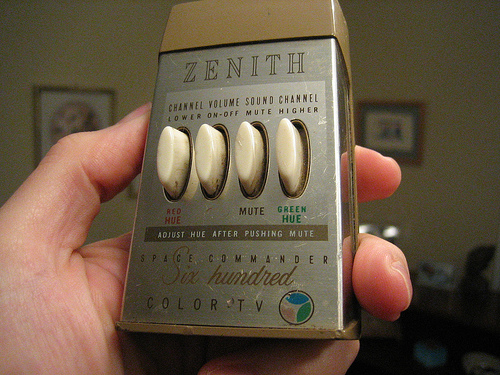
1965增你智 指揮官600型遙控器

遙控是指一種远程控制技术，用來遥控機械的裝置称为遥控器。現代的遙控器，主要是由集成电路電路板和用來產生不同訊息的按鈕所組成。遥控技术在工业生产、军事以及科研上均有着大量的应用。

## 歷史
到底是誰發明出第一個遙控器已不可考。但最早的遙控器之一，是發明家尼古拉·特斯拉在1898年時開發出來的（美國專利613809號），叫做「Method of and Apparatus for Controlling Mechanism of Moving Vehicle or Vehicles」。
最早用來控制電視的遙控器是美國增你智（Zenith）電器公司（現在LG收購了這家公司），在1950年代發展出來的。它一開始僅能以有線方式連結電視。1955年，終於由該公司工程師尤金·波利（Eugene Polley）(1915-2012)首次發展出以光束控制，稱為「Flashmatic」的無線遙控裝置，他也因此項發明為人尊稱「電視遙控器之父」。
這種裝置雖然可切換電視頻道、調整音量，但接收器常無法分辨光束是否是從遙控器而來，而且也必須完全對準才可控制。至1956年羅伯·愛德勒（Robert Adler）(1913-2007)改良開發出另一款稱為「Zenith Space Command」的遙控器，這也是第一個現代的無線遙控裝置，它則利用超聲波來調頻道和音量，每個按鍵發出的頻率不一樣，但這種裝置也可能會被一般的超聲波所干擾，而且有些人及動物（如狗）聽得到遙控器發出的聲音。
1980年代，發送和接收紅外線的半導體裝置開發出來時，就慢慢取代了超聲波控制裝置。即使其他的無線傳輸方式（如藍芽）持續開發出來，這種科技直到現在還持續廣泛使用。